# Tolumnia prionochila
Tolumnia prionochila là một loài thực vật có hoa trong họ Lan. Loài này được (Kraenzl.) Braem miêu tả khoa học đầu tiên năm 1986.